# زیر پوست (فیلم ۲۰۱۳)
زیر پوست یک فیلم علمی–تخیلی محصول ۲۰۱۳ بریتانیای و آمریکا به کارگردانی جاناتان گلیزر است. داستان فیلم اقتباس آزادانه از کتابی است به قلم مایکل فیبر با همین نام و فیلمبرداری آن در شهر گلاسکو انجام شده است. اسکارلت جوهانسون نقش یک زن فضایی را بازی می‌کند که پس از وسوسه کردن مردان آنها را به دام انداخته و می کشد.